# Anthene abruptus
Anthene abruptus är en fjärilsart som beskrevs av M.Gaede 1915. Anthene abruptus ingår i släktet Anthene och familjen juvelvingar. Inga underarter finns listade i Catalogue of Life.